# Jebjerg Kirke
Jebjerg Kirke er en sognekirke, der ligger i Jebjerg på halvøen Salling .
Den nuværende kirke blev bygget i 1923-24 i nyromansk stil, da den gamle pga befolkningstilvækst i området ikke længere var stor nok til menigheden. Tårnet fra den tidligere middelalderkirke blev inkorporeret, ligesom kvadre fra denne blev anvendt til den nye kirke.

## Billeder
| - Kirkens indre - Prædikestol - Alter - Orgel - Kirkerummet |